# Tachográf
A tachográf (hivatalos nevén: menetíró készülék) olyan elektronikus érzékelő, amely rögzíti a jármű sebességét, a megtett út hosszát, külön az egyes utak hosszát, a buszok és teherautók indulási és megállási időpontját.

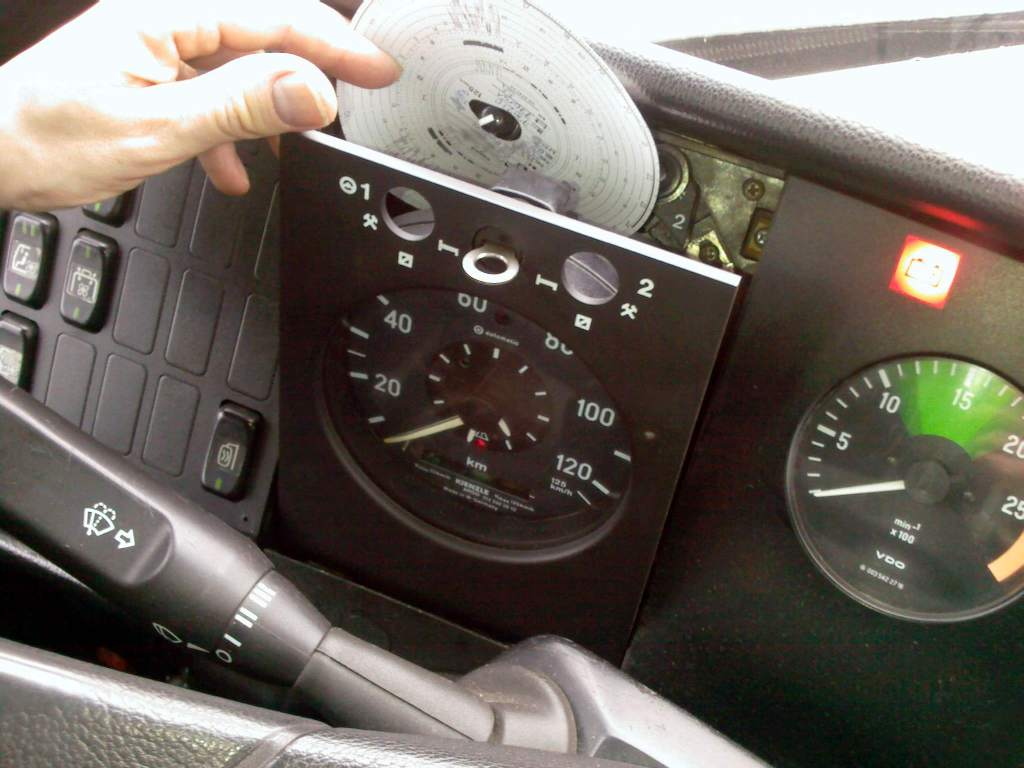
Analóg Tachográf

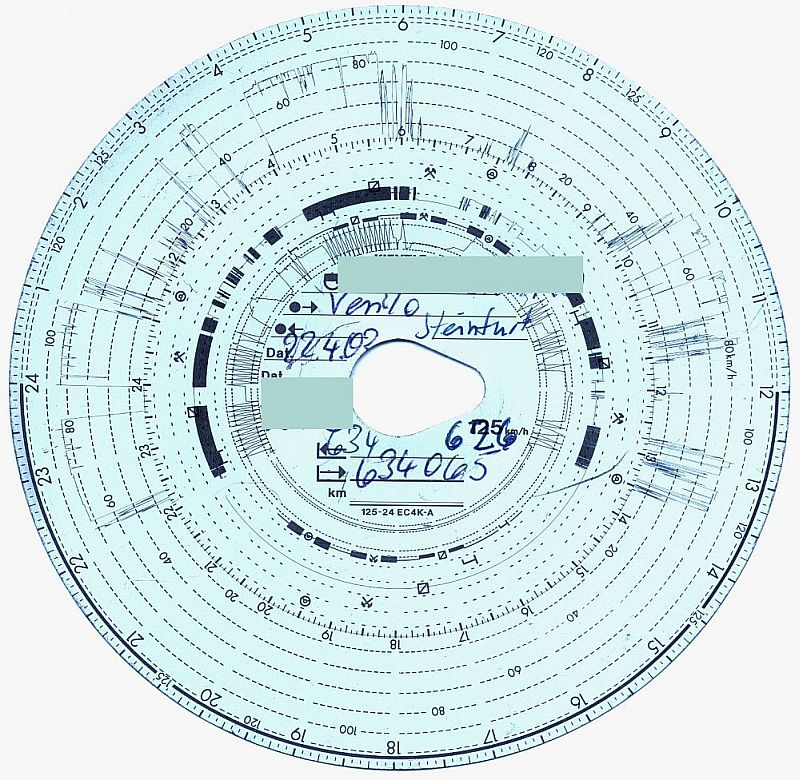
Analóg korong

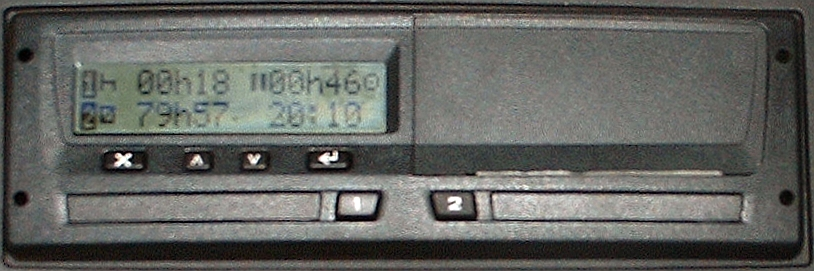
Digitális Tachográf

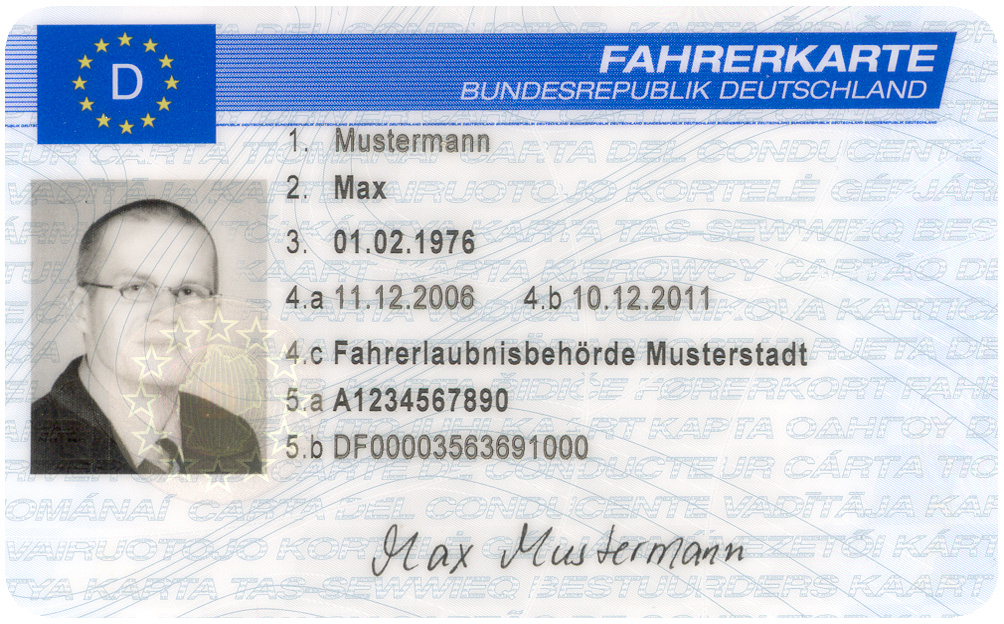
Digitális kártya

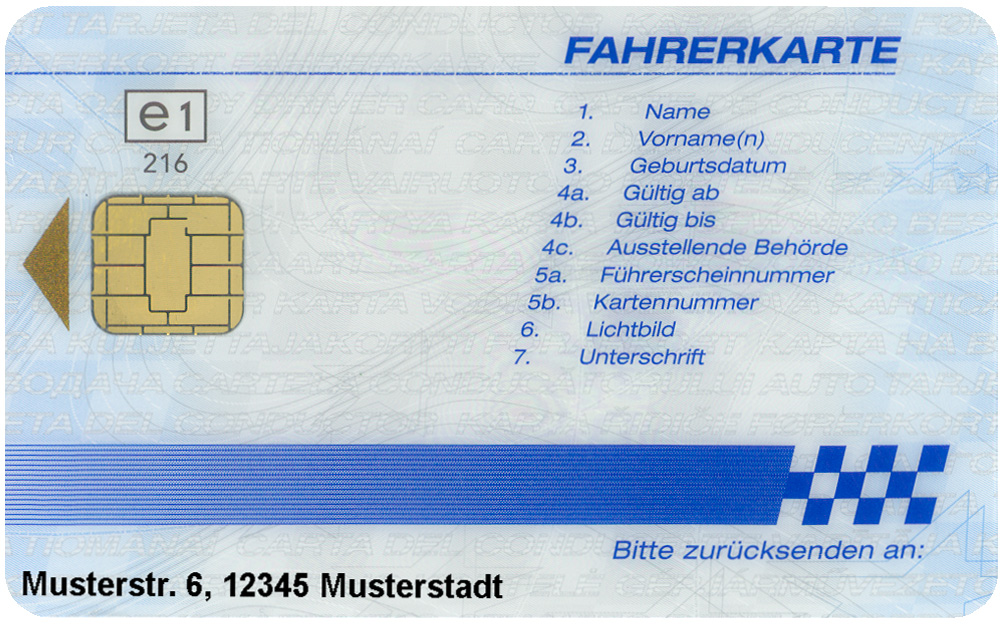
Digitális kártya

Ez az eszköz méri, hogy a sofőr mennyit vezetett, és a vezetései közt mennyi pihenő volt. Ez az eszköz minden haszongépjárműben, kamionban és buszban megtalálható, személyautóban nem használatos. Ez az eszköz abból a szempontból igen fontos, hogy kevesebb baleset legyen az esetleges fáradtság miatt. Azt, hogy egy sofőr mennyit vezethet egyhuzamban, és milyen pihenőket kell tartania, jogszabály írja elő. Így próbálják a fáradtságból történő baleseteket megelőzni. A készülék használatakor csak egy személynek méri az idejét, vagyis minden egyes vezetőnek saját kártyája van, hogy több, egymást felváltó vezető adatait is rögzíthesse a készülék.

## Fajtái
Alapvetően két fajtája van: az analóg (korongos) és a digitális (kártyás).

### Analóg
Az analóg adatrögzítő készülékbe egy papírkorongot kell helyezni, mely mindössze 24 óra adatait képes rögzíteni.

### Digitális
A digitális adatrögzítő készülékbe járművezetői chipkártyát kell behelyezni, és a készülék arra rögzít 28 napnyi adatot. Az adatokat a jármű üzembentartója, az arra szakosodott cégek és a hatóság értékelik ki.

## Jogi szabályozás
A tachográf bevezetése segíti a hatóságokat abban, hogy ellenőrizzék, a fuvarozó cégek betartatják-e a gépjárművezetőkkel a kötelező pihenőidőt, nem dolgoztatják-e túlzott mértékben őket.

### Története Magyarországon
Magyarországon 2004. május 1-je, az EU-tagság kezdete óta alkalmazandók voltak a 3820/85/EGK és a 3821/85/EGK rendeletek, amelyek a vezetési és pihenő időkre, valamint a beépítésre és használatra vonatkoztak, majd 2007. április 11-én hatályba lépett az 561/2006/EK rendelet.
A jelenleg hatályos EU-szabály az Európai Parlament és a Tanács 165/2014/EU sz. rendelete.
A hatályos hazai jogszabály a 75/2016. (XII. 29.) NFM rendelet a menetíró készülékről.